# 李雄 (高都郡公)
李 雄（り ゆう、生没年不詳）は、中国の西魏から隋にかけての武人。字は毗盧。本貫は趙郡平棘県。李昌儀の兄。

## 生涯
東魏の陝州刺史の李裔（字は徽伯）の子として生まれた。537年、陝州が西魏軍の侵攻を受けて陥落し、李裔が戦死すると、李雄は長安に入った。李家は代々学問に通じていたが、李雄はひとり騎射を習った。兄の李子旦が「文を棄てて武をたっとぶのは、士大夫のすることではない」と責めたが、李雄は「古来から文武を備えない者で功業をあげた者は少ない。李雄は古人の志を見て、細かな章句を守らないだけだ。すでに文武を兼ね備えているから、兄が心配することはない」と答えた。
宇文泰のとき、輔国将軍を初任とした。達奚武の下で漢中の平定にあたり、興州を定め、汾州の少数民族の乱を討ち、前後の功績により、驃騎大将軍・儀同三司に任ぜられた。北周が建てられると、爵位は公に進み、小賓部に転じた。後に再び達奚武の下で北斉軍と邙山で戦い、北周の諸軍が敗れる中、李雄はひとり自軍を保全して撤退した。武帝のとき、陳王宇文純に従って突厥に阿史那皇后を迎えに行き、爵位は奚伯に進み、硤州刺史に任ぜられた。数年後、召されて本府中大夫となった。まもなく涼州総管長史として出向した。滕王宇文逌の下で吐谷渾を青海に破り、功績により上儀同の位を加えられた。宣帝が即位すると、韋孝寛の下で淮南の平定にあたった。軽騎数百を率いて硤石にいたり、十数城を下し、亳州刺史に任ぜられた。
580年、楊堅（隋の文帝）が北周の政権を掌握すると、召されて司会中大夫となった。淮南での戦功により、上開府の位を加えられた。581年、隋が建国されると、鴻臚卿に任ぜられ、爵位は高都郡公に進んだ。数年後、晋王楊広（煬帝）が并州に駐屯したとき、李雄は河北行台兵部尚書となった。1年あまりして、在官のまま死去した。
子の李公挺が後を嗣いだ。

## 伝記資料
- 『隋書』巻四十六 列伝第十一